# Guld och gröna skogar
Guld och gröna skogar är ett studioalbum från 1983 av det svenska dansbandet Curt Haagers.

## Låtlista
1. Guld och gröna skogar
2. Dolce vita (på engelska)
3. Septemberkväll
4. C'est si bon
5. Så'nt rår inte åren på
6. Linnéa
7. Emanuelle adjö (Manuel Goodbye)
8. Fri som en vind (Free Like a Bird)
9. Clap Clap Sound
10. Tiotusen röda rosor
11. Adios amor (på svenska)
12. Amore scusami
13. Tack för alla åren
14. Jag har älskat dig så länge jag kan minnas (Jeg har elsket dig)
15. Kommer du till sommaren